# Mičakovce
Mičakovce este o comună slovacă, aflată în districtul Svidník din regiunea Prešov, pe malul râului Radomka⁠(d). Localitatea se află la altitudinea de 179 m deasupra n.m., se întinde pe o suprafață de 4,71 km2 și în 2017 număra 133 de locuitori.

## Istoric
Localitatea Mičakovce este atestată documentar din 1390.

## Demografie
| An:                | 1994 | 2004  | 2014    | 2024    |
| ------------------ | ---- | ----- | ------- | ------- |
| Număr de persoane: | 125  | 124   | 144     | 120     |
| Diferență:         |      | −0,8% | +16,12% | −16,66% |

| An:                | 2023 | 2024   |
| ------------------ | ---- | ------ |
| Număr de persoane: | 124  | 120    |
| Diferență:         |      | −3,22% |